# Kluky (Kutná Hora)
Kluky é uma comuna checa localizada na região da Boêmia Central, distrito de Kutná Hora.